# Oswald Baer (Mediziner, 1847)
Oswald Friedrich Wilhelm Baer, eigentlich Baar genannt Baer, (* 2. April 1847 in Lüben, Schlesien; † 31. Juli 1937 in Hirschberg) war ein deutscher Mediziner, Heimatforscher und Autor. Er war Geheimer Sanitätsrat und Augenarzt in Hirschberg.

## Leben
Baer stammte aus Niederschlesien und war der einzige Sohn des Chirurgengehilfen Wilhelm Baer und dessen Ehefrau Caroline, geborene Seiler. Da sein Vater im 5. Kürassier-Regiment diente, das 1849 am Feldzug nach Baden teilnahm und anschließend in Hamm in Garnison lag, wuchs Oswald Baer bis 1852 in Hamm auf. Erst nach dem Ausscheiden des Vaters aus dem Militär kehrte die Familie wieder nach Schlesien zurück. Ab 1857 besuchte Oswald Baer dort in Lüben die Bürgerschule, wechselte dann an die Ritterakademie nach Liegnitz, wo er 1865 das Abitur ablegte. Im Anschluss studierte er an der Universität Breslau Medizin. Er spezialisierte sich auf Augenheilkunde und war nach Studienende zunächst bis 1874 als Assistent und Sekundärarzt tätig. Im Jahre 1878 wurde Oswald Baer chirurgischer Privatassistent an der Privatklinik von Professor Hermann Fischer in Breslau. 1888 ließ sich Oswald Baer in Hirschberg im Riesengebirge nieder, wo er als Facharzt für Augenheilkunde praktizierte. Gleichzeitig war er Vertragsarzt der Landwirtschaftlichen Berufsgenossenschaft. Als solcher wurde er zum Geheimen Sanitätsrat ernannt.
In seiner Freizeit schrieb er u. a. für die Zeitschrift Wanderer im Riesengebirge. Bekanntheit erlangte er auch durch sein 1924 erschienenes Buch Mein Schlesien. Außerdem war er Gründungsmitglied und Mitglied des Hauptvorstandes des Riesengebirgsvereins. Man nannte ihn scherzhaft den Riesengebirgs-Bär.

## Familie
Oswald Baer heiratete 1878 Marie Fischer, die Schwester des Privatklinikbesitzers Hermann Fischer und Tochter des Superintendenten Christ. Fischer. Die Ehe blieb kinderlos.

## Schriften (Auswahl)
- In Rübezahl’s Revier. Schilderungen und Bilder aus dem Riesengebirge (= Aus Deutschlands Gauen. 3/4, ZDB-ID 2783030-5). Leipelt, Warmbrunn 1892.
- Bei klarer Luft und Sonnenschein. Landschaftliche Stimmungsbilder aus dem Riesengebirge. Leipelt, Warmbrunn 1910.
- Prinzeß Elisa Radziwill. Mittler, Berlin 1908.
- Mein  Schlesien. Reimereien. Korn, Breslau 1924.

## Ehrungen
- Ehrenbürger von Lüben und Hirschberg im Riesengebirge
- Goldene Nadel des Riesengebirgsvereins
- Ehrenbrief des deutschen Wanderführers